# Rhovyl
Rhovyl – włókno syntetyczne przeznaczonych do produkcji bielizny termoaktywnej. Włókno Rhovyl wykonane jest z polichlorku winylu i ma strukturę kapilarną, przez co tkaniny z niego wykonane znakomicie odprowadzają wilgoć z powierzchni ciała i zapewniają zachowanie naturalnego mikroklimatu skóry.
Tkaniny z włóknem Rhovyl występują w trzech podstawowych wersjach:
- Rhovyl'on - zapewnia dobre odprowadzanie wilgoci i podstawowy komfort cieplny, przeznaczony jest jednak raczej do zajęć rekreacyjnych niż wyczynowych,
- Rhovyl'up - mieszanka włókien rhovylu oraz celulozowych zapewnia poprawioną oddychalność i lepszą izolację termiczną, jednak kosztem większej gramatury,
- Rhovyl'as - jest to tkanina z włókien Rhovyl z wplecionymi włóknami bakteriobójczymi (dodatki chemiczne, np. związki srebra), co hamuje rozwój mikroorganizmów i w pewnym stopniu zapobiega powstawaniu przykrego zapachu wskutek pocenia się.

Wspólną wadą tkanin wykonanych z Rhovylu jest szybkie powstawanie przykrego i nieusuwalnego zapachu. Włókna PVC pod wpływem promieni UV (słońca) i kwaśnego środowiska (potu) rozkładają się stopniowo i powodują jego wydzielanie.